# San José el Huamúchil
San José el Huamúchil är en ort i Mexiko.   Den ligger i kommunen Zapotitlán Lagunas och delstaten Oaxaca, i den sydöstra delen av landet, 200 km söder om huvudstaden Mexico City. San José el Huamúchil ligger 1 389 meter över havet och antalet invånare är 154.
Terrängen runt San José el Huamúchil är huvudsakligen kuperad. San José el Huamúchil ligger nere i en dal. Runt San José el Huamúchil är det glesbefolkat, med 12 invånare per kvadratkilometer. Närmaste större samhälle är Xochihuehuetlán, 16,3 km nordväst om San José el Huamúchil. Trakten runt San José el Huamúchil består till största delen av jordbruksmark.